# Scopula quadripuncta
Scopula quadripuncta là một loài bướm đêm trong họ Geometridae.